# Sun King
Sun King (Lennon/McCartney) är en låt av The Beatles, inspelad och utgiven 1969.

## Låten och inspelningen
Två rester av låtar som John Lennon satte ihop till gruppens sista LP och som man jobbade med under tre sessioner (24, 25, 29 juli 1969). Den psykedeliska Sun King hänger ihop med Mean Mr. Mustard, en låt som Lennon hade svängt ihop under den tristess han stundtals upplevde i Indien våren 1968. Låtarna kom med på LP:n Abbey Road som utgavs i England och USA den 26 september respektive den 1 oktober 1969. 